# Chevauchée des Rois

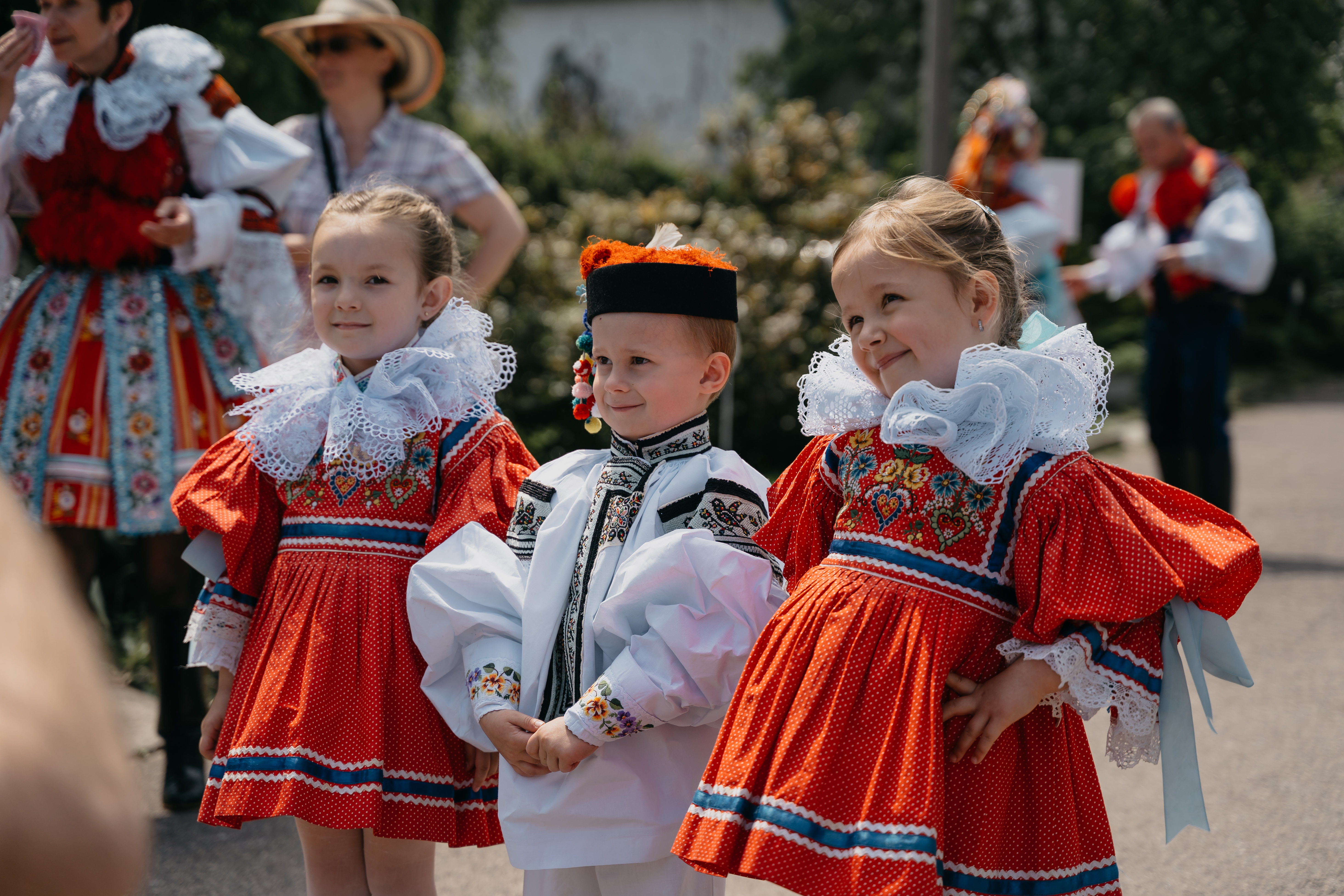
Des enfants lors du festival Jízda králů ("La chevauchée des rois") à Vlčnov

La Chevauchée des Rois est une fête qui a lieu au printemps, à la Pentecôte, dans le sud-est de la République tchèque. « La Chevauchée des Rois dans le sud-est de la République tchèque » a été inscrite en 2011 par l'UNESCO sur la liste représentative du patrimoine culturel immatériel de l’humanité.

## Lieux

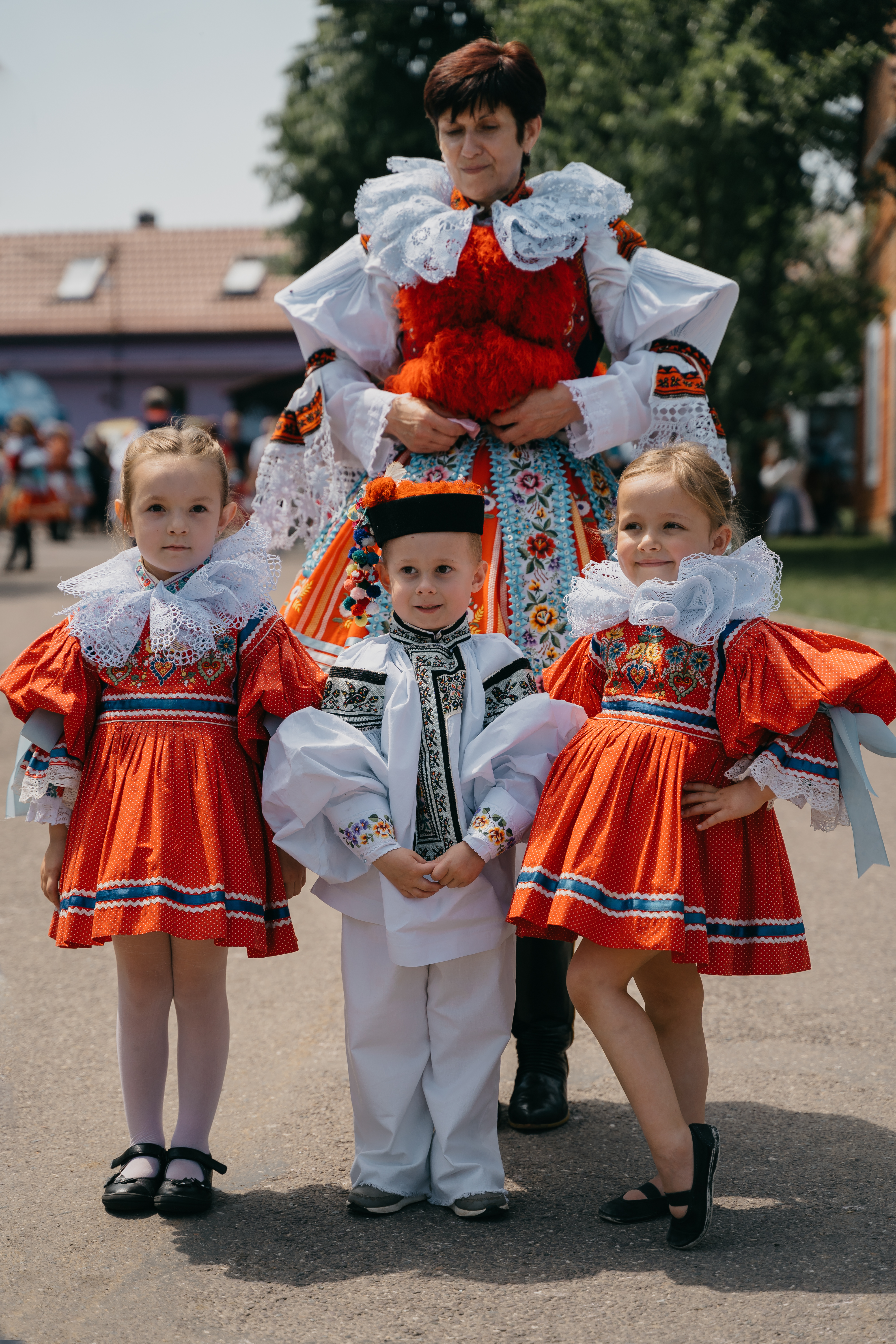
Des enfants lors du festival Jízda králů ("La chevauchée des rois") à Vlčnov

La fête n'a lieu régulièrement que dans le sud-est de la République tchèque, en Moravie historique, dans la région ethnographique de "Slovácko". La fête se déroule dans les villes de Hluk (4 421 habitants) tous les trois ans, tous les deux ans à Kunovice (5 447 habitants), occasionnellement ou tous les quatre ans dans le cadre du Festival Slovácký rok de Kyjov à Skoronice (531 habitants) et chaque année à Vlčnov (3 062 habitants). Administrativement, ces villes et villages font partie des régions de Zlín (Hluk, Kunovice et Vlčnov) et de la Moravie du sud (Skoronice).

## Déroulement
Jusqu'à la Deuxième Guerre mondiale, la Chevauchée des Rois faisait partie intégrante des fêtes de la Pentecôte, mais depuis elle a une fonction essentiellement sociale. La cérémonie est précédée par un service religieux, l'approbation du Maire et la préparation de la décoration des chevaux et des costumes effectuée par les femmes et les fillettes suivant les techniques, couleurs et motifs propres à chaque village.
La « Chevauchée des Rois » est exécutée par de jeunes gens, les Cavaliers, dont le nombre est généralement compris entre 15 et 25.
Les Cavaliers sont précédés de chanteurs et suivis de garçons d’honneur qui portent des sabres dégainés pour garder le Roi. Le Roi est joué par un jeune garçon âgé de 10 à 15 ans dont le visage est partiellement caché et qui tient une rose dans la bouche. Le Roi et les garçons d’honneur sont vêtus de costumes cérémoniels de femmes, tandis que les autres cavaliers portent des tenues d’hommes.
Après avoir parcouru le village pendant quelques heures, les participants rentrent chez eux, puis ils se réunissent généralement en soirée dans la « maison du Roi » pour une fête mêlant musique et danse.